# 竺仙梵僊
竺仙梵僊（じくせん ぼんせん）は、鎌倉時代末期に元から来日した臨済宗（楊岐派）の僧。俗姓は徐。法諱は梵僊。字は竺仙。号は来来禅子。

## 生涯
慶元府鄞県の出身。古林清茂の法を継いだ。元徳元年（1329年）6月、九州豊後の守護大名大友貞宗の要請を受け、明極楚俊に従って日本へ渡来した。
元徳2年（1330年）、鎌倉にくだり足利尊氏・直義の帰依を受けた。
その後浄妙寺・浄智寺を経て、京都南禅寺・真如寺・鎌倉建長寺の住持となった。学識は一山一寧の次位とされ、各寺において多くの弟子を養成した。公武の帰依を受け、五山文学発展の基礎を築いた。
浄智寺の山内に塔頭である楞伽院を建立したことでも知られる。